# Eupithecia santolinata
Eupithecia santolinata är en fjärilsart som beskrevs av Paul Mabille 1871. Eupithecia santolinata ingår i släktet Eupithecia och familjen mätare. Inga underarter finns listade i Catalogue of Life.